# 前495年
| 千纪： | 前1千纪 |
| 世纪： | 前6世纪 \| 前5世纪 \| 前4世纪 |
| 年代： | 前520年代 \| 前510年代 \| 前500年代 \| 前490年代 \| 前480年代 \| 前470年代 \| 前460年代 |
| 年份： | 前500年 \| 前499年 \| 前498年 \| 前497年 \| 前496年 \| 前495年 \| 前494年 \| 前493年 \| 前492年 \| 前491年 \| 前490年                                                                                           |
| 纪年： | 周敬王二十五年 魯定公十五年 齊景公五十三年 晉定公十七年 秦惠公六年 楚昭王二十一年 宋景公二十二年 卫灵公四十年 陳湣公七年 蔡昭侯二十四年 曹伯阳七年 郑声公六年 燕简公十年 吴王夫差元年 越王勾踐二年 杞僖公十一年 |

## 大事记
- 南京築城。
- 胡國乘柏举之战吳攻楚時，盡掠鄰近楚國村邑人民。楚國安定后，胡子豹不歸附，于是楚發兵滅胡。
- 魯定公宋卒，子魯哀公蔣嗣位。

## 出生
- 芝诺，古希腊哲学家(约前430年逝世）。
- 伯里克利，雅典黄金时期统治者(约前429年逝世）。

## 逝世
- 魯定公
- 定姒，魯定公的夫人，魯哀公的母亲
- 毕达哥拉斯